# 瑞穂市民センター
瑞穂市民センター（みずほしみんセンター）は、岐阜県瑞穂市にある複合施設である。

## 概要
瑞穂市穂積公民館と瑞穂市体育館の複合施設ある。
1974年（昭和49年）に本巣郡穂積町の「穂積町民センター」として開館。2003年（平成15年）に穂積町と巣南町が合併し瑞穂市が発足と同時に瑞穂市民センターに改称した。
開館当初は1階に穂積町公民館図書室が設置されていたが、1998年（平成10年）に瑞穂町立図書館「楽習館」（現・瑞穂市図書館本館「楽修館」）の開館により移転している。

## 施設

### 施設概要
- 大和室
- 会議室（1 - 4）
- 修養室（1 - 3）
- 調理室
- サロン
- 大ホール「ハナミズキホール」観客席147席

### 瑞穂市体育館
- 剣道場（卓球場）
- 柔道場
- 球技場
- サーキットトレーニング室

## 利用案内
- 利用時間 : 9:00 - 21:30
- 休館日 : 年末年始（12月29日～1月3日）

## 交通アクセス
- JR東海道本線 穂積駅下車、徒歩で約10分。
- 国道21号（岐大バイパス）「穂積中原交差点」より県道23号北方多度線（本巣縦貫道）を北上、車で約1分。

## 周辺
- 瑞穂市役所
- 瑞穂市総合センター
- 瑞穂市立穂積小学校
- 瑞穂市立穂積中学校
- 瑞穂市図書館
- 穂積駅